# Solvita Āboltiņa
Solvita Āboltiņa, född Mellupe den 19 februari 1963 i Ogre är en lettisk politiker och var talman i Lettlands parlament från den 2 november 2010 till den 4 november 2014. Āboltiņa är även partiledare för partiet Enhet som grundades 2010. Hon kom in i parlamentet första gången 7 november 2006 och drygt fyra år senare utnämndes hon till talman.